# Helianthemum strictum
Helianthemum strictum är en solvändeväxtart som först beskrevs av Antonio José Cavanilles, och fick sitt nu gällande namn av Christiaan Hendrik Persoon. Helianthemum strictum ingår i släktet solvändor, och familjen solvändeväxter. Inga underarter finns listade i Catalogue of Life.